# Peter William Atkins
Peter William Atkins (Amersham, 10 de agosto de 1940) é um químico britânico e professor do Lincoln College da Universidade de Oxford. Ele é um produtivo escritor de livros didáticos populares de química, incluindo Physical Chemistry,  Inorganic Chemistry, e Molecular Quantum Mechanics. Também é autor de numerosos livros de divulgação científica para o público em geral, tais como Atkins' Molecules e Galileo's Finger: The Ten Great Ideas of Science.

## Carreira
Abandonou a escola (Dr Challoner's Grammar School, Amersham) aos quinze anos e conseguiu um emprego na Monsanto como um assistente laboratorial. Estudou por conta própria para ingressar na faculdade e conseguiu uma vaga, após uma entrevista de última hora, na Universidade de Leicester.
Estudou química nesta instituição, obtendo o título de bacharelado em química, e - em 1964 - um doutorado por pesquisas sobre espectroscopia de ressonância de spin eletrônico, e outros aspectos da química teórica. Atkins então obteve uma posição de pós-doutorado pela Universidade da Califórnia em Los Angeles (UCLA). Retornou para Oxford em 1965 como associado e padrinho do Lincoln College, e palestrante em físico-química (mais tarde, professor de físico-química). Em 1969, ele ganhou a Medalha de Honra da Royal Society of Chemistry de Londres. Aposentou-se em 2007, e desde então tem sido um escritor em tempo integral.
Possui doutorado honorário pela Universidade de Utrecht, a Universidade de Leicester (onde ele ocupa uma cadeira de Honra), Universidade Mendeleev, em Moscou, e Universidade Estadual de Tecnologia de Kazan, Rússia.
Ele foi membro conselheiro da Instituição Real da Royal Society of Chemistry. Ele foi o fundador presidente do Comitê em Educação Química da IUPAC, e é um administrador de uma grande variedade de postos.
Trabalha nas áreas de mecânica quântica, química quântica, e cursos de termodinâmica (para áreas de pós-graduação) da Universidade de Oxford. Ele é um patrono da Sociedade Científica da Universidade de Oxford.
Atkins é muito conhecido por seu ateísmo.

## Publicações

### Leitores gerais
- The Creation. [S.l.]: W. H. Freeman & Co Ltd. 1981. ISBN 0-7167-1350-0
- The Second Law. Scientific American Books, an imprint of W. H. Freeman and Company. 1984. ISBN 0-7167-5004-X
- Creation Revisited. [S.l.]: W. H. Freeman & Co Ltd. 1993. ISBN 0-7167-4500-3
- Second Law: Energy, Chaos, and Form. [S.l.]: W. H. Freeman & Co Ltd. 1994. ISBN 0-7167-5005-8
- The Periodic Kingdom: A journey into the land of the chemical elements. [S.l.]: BasicBooks. 1995. ISBN 0-465-07266-6
- Atkins' Molecules. [S.l.]: Cambridge University Press. 2003. ISBN 0-521-53536-0
- Galileo's Finger: The Ten Great Ideas of Science. [S.l.]: Oxford University Press. 2003. ISBN 0-19-860941-8
- Four Laws That Drive the Universe. [S.l.]: Oxford University Press. 2007. ISBN 978-0-19-923236-9
- The Laws of Thermodynamics: A Very Short Introduction. [S.l.]: Oxford University Press. 2010. ISBN 978-0-19-957219-9
- On Being: A Scientist's Exploration of the Great Questions of Existence. [S.l.]: Oxford University Press. 2011. ISBN 978-0-19-960336-7
- Reactions: The private life of atoms. [S.l.]: Oxford University Press. 2011. ISBN 978-0-19-969512-6
- What is Chemistry?. [S.l.]: Oxford University Press. 2013. ISBN 978-0-19-968398-7[2]
- Physical Chemistry: A Very Short Introduction. [S.l.]: Oxford University Press. 2014. ISBN 978-0-19-968909-5
- Chemistry: A Very Short Introduction. [S.l.]: Oxford University Press. 2015. ISBN 978-0-19-968397-0
- Conjuring the Universe: The Origins of the Laws of Nature. [S.l.]: Oxford University Press. 2018[3]

### Livros escolares
- Atkins, Peter W.; Symons, M. C. R. (1967). The Structure of Inorganic Radicals. Amsterdam, New York: Elsevier Pub. Co. OCLC 543225
- Atkins, Peter W. (1991). Quanta: A Handbook of Concepts 2nd ed. New York: Oxford University Press. ISBN 978-0-19-855573-5
- Atkins, Peter W. (1995). The Periodic Kingdom: A Journey into the Land of the Chemical Elements. New York: BasicBooks. ISBN 978-0-7881-5518-5
- Atkins, Peter W.; Friedman, Ronald (2005). Molecular Quantum Mechanics 4th ed. [S.l.]: Oxford University Press. ISBN 0-19-927498-3
- Atkins, Peter W.; de Paula, Julio; Friedman, Ronald (2009). Quanta, Matter, and Change: A molecular approach to physical chemistry. New York: W. H. Freeman. ISBN 978-0-7167-6117-4
- Atkins, Peter W.; Shriver, D. F. (2010). Inorganic Chemistry 5th ed. [S.l.]: W. H. Freeman. ISBN 978-1-4292-1820-7
- Atkins, Peter W.; Jones, Loretta (2010). Chemical Principles: The Quest for Insight 5th ed. New York: W. H. Freeman. ISBN 978-1-4292-1955-6
- Atkins, Peter W.; de Paula, Julio (2017). Physical Chemistry 11th ed. [S.l.]: Oxford University Press. ISBN 978-0-19-876986-6
- Atkins, Peter W.; de Paula, Julio (2011). Physical Chemistry for the Life Sciences 2nd ed. [S.l.]: W.H. Freeman & Company. ISBN 978-1-4292-3114-5